# داميان شابمان
داميان شابمان (بالإنجليزية: Damien Chapman)‏ هو لاعب دوري الرغبي أسترالي، ولد في 1974.